# Gianni Francesco Mattioli
Gianni Francesco Mattioli (ur. 29 stycznia 1940 w Genui) – włoski polityk, fizyk i nauczyciel akademicki, parlamentarzysta, w latach 2000–2001 minister ds. polityki wspólnotowej.

## Życiorys
Z wykształcenia fizyk. Został nauczycielem akademickim na Uniwersytecie Rzymskim – La Sapienza, specjalizując się w zagadnieniach z zakresu mechaniki kwantowej. Pod koniec lat 70. zaczął się angażować w działalność organizacji ekologicznych i antynuklearnych. Był założycielem periodyku „Quale energia?”, poświęconego problemom dotyczącym energii.
W 1987 wybrany na posła do Izby Deputowanych. Z powodzeniem ubiegał się o reelekcję w 1992, 1994 i 1996, zasiadając w niższej izbie włoskiego parlamentu do 2001 w okresie IX, X, XI i XII kadencji. Od 1997 działał w Federacji Zielonych, był m.in. przewodniczącym jej frakcji poselskiej. W połowie lat 90. przeszedł do Sojuszu Demokratycznego Willera Bordona, po czym powrócił do swojego poprzedniego ugrupowania.
W latach 1996–1998 zajmował stanowisko podsekretarza stanu w resorcie robót publicznych. Od 25 kwietnia 2000 do 11 czerwca 2001 sprawował urząd ministra ds. polityki wspólnotowej w drugim rządzie Giuliana Amato. Od 2009 związany z ugrupowaniem Lewica, Ekologia, Wolność, wchodząc w skład władz krajowych tej formacji.
Odznaczony Orderem Zasługi Republiki Włoskiej I klasy (2001).